# شهرستان صلیف
 صلیف  به عربی ( الصلیف ) شهریست در سمت مغرب زبیده در استان استان تَعِز در کشور یمن در شبه جزیره عربستان.
این شهر به شکل "زبان" در ساحل دریای سرخ، و در مقابل جزیره کمران واقع شده‌است.

## جمعیت
جمعیت شهر صلیف در حدود ۵۲۵ نفر است. این شهر به معدن نمک مشهور است.
معادن نمک مانند تپه‌ای بارتفاع ۲۰ متر از دور نمایان است، چنانکه مؤرخ (الویسی) می‌نویسد. وصلیف نیز نام روستایی در (غزلهٔ بنی صبر) است که عدد سکان آن ۶۴ نفر می‌باشد.